# Île das Laranjeiras
L'Île das Laranjeiras (« île des Orangers » en français) se situe dans l'océan Atlantique, sur le littoral sud du Brésil, entre l'île de Santa Catarina et le continent, dans la baie Sud. Elle fait partie de la municipalité de Florianópolis.
Elle se situe à environ 400 m du rivage, non loin de la localité de Tapera.